# Lomský potok (přítok Radčického potoka)
Lomský potok je drobný vodní tok v okrese Most, stékající s Krušných hor do Mostecké pánve.

## Pramen a průběh toku
Potok pramení v Krušných horách na východních svazích vrchu Loučná (956 m n. m.). Protéká Lomským údolím, kde se nachází stejnojmenná přírodní památka s výskytem vřetence horského. V severní části chráněného území napájí dva zanikající obtokové rybníky. V dolní části města Lom je potok sveden do podzemí a pokračuje pod návsí.

### Změna toku
U ČOV se Lomský potok vlévá zleva do přeložky Radčického potoka, která se nazývá Klášterský potok.

### Klášterský potok
Klášterský potok je uměle vzniklý vodní tok pro převedení Radčického, Lomského a Loučenského potoka z předpolí hnědouhelného velkolomu Bílina. Od soutoku s Loučenským potokem je Klášterský potok často označován jako Loučenský. Přeložka vede od Louky u Litvínova přes Lom u Mostu, kolem výsypky Pokrok až do Duchcova. Východně od Duchcova se vlévá zprava do potoka Bouřlivce.

### Původní koryto
Původní tok pokračoval přes již dnes neexistující Libkovice, jihovýchodně od obce ústil do Radčického potoka. Ten pokračoval údolím přes vesnice Jenišův Újezd, Břešťany, Březánky až do Chudeřic a vléval se do Bíliny. Dnes se v těchto místech nachází lom Bílina. Protože ani přeložka potoka není 100% řešení a z okolního předpolí se do původního koryta stále stahuje voda, jsou v předpolí lomu hloubeny odvodňovací příkopy. Ty vodu odvádí jižně do bývalého povodí Radčického potoka a ze zadržovacích nádrží je čerpána zpět do Loučenského potoka.
Délka původního koryta byla 10,8 km, plocha povodí měřila 9,9 km² a průměrný průtok v ústí byl 0,06 m³/s.